# 上日置駅

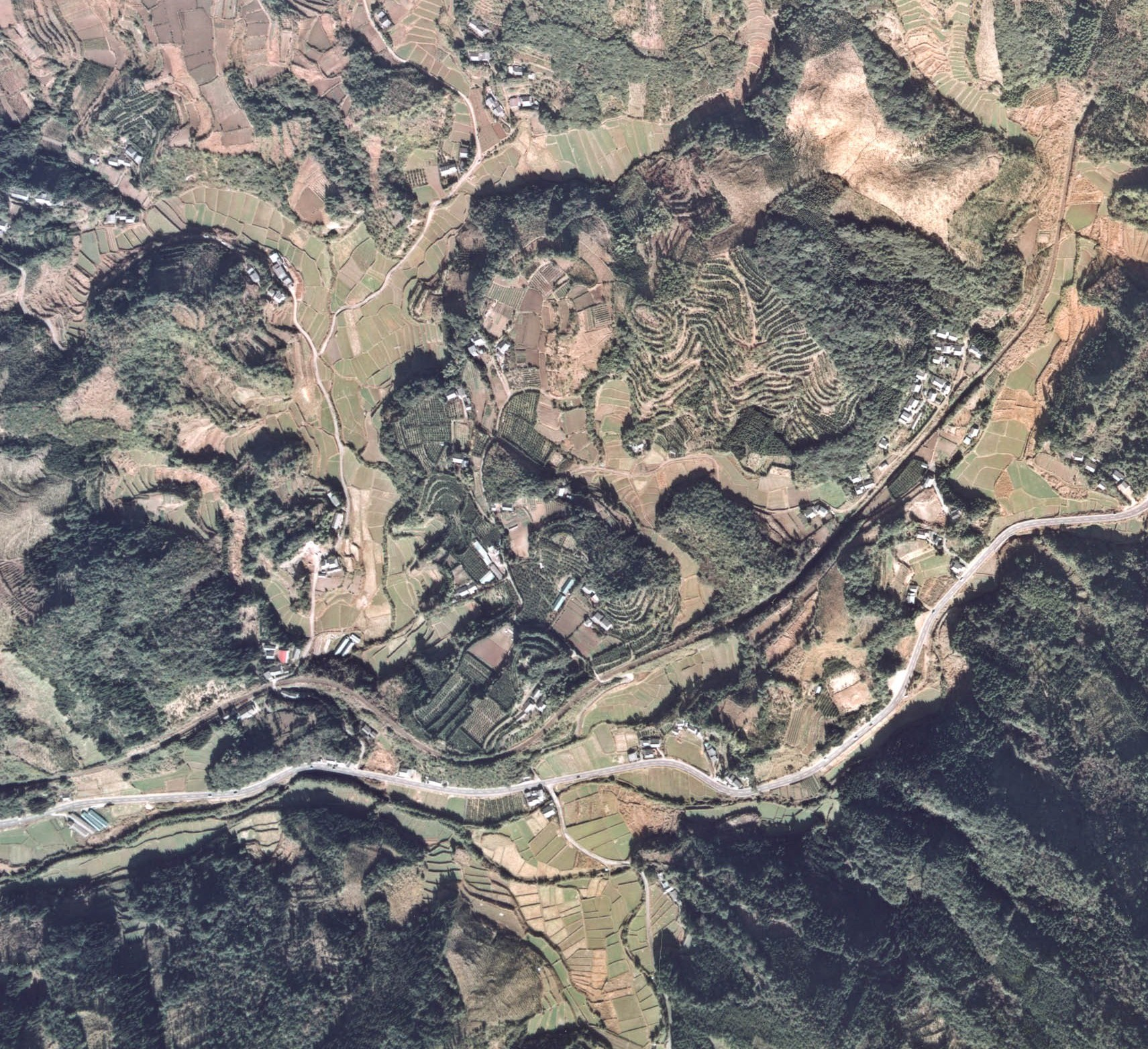
画像右上に上日置駅がある。

上日置駅（かみひおきえき）は、かつて鹿児島県日置郡日吉町大字日置（現・日置市日吉町日置）にあった鹿児島交通枕崎線（南薩鉄道）の駅（廃駅）である。
スイッチバック駅であったが、路線廃止前にスイッチバックの使用は停止されていた模様である。駅周辺に目立った人口集積地はなく乗降客数も少なかったが、同駅で列車交換を行なう必要があったため無人化は比較的遅いほうだった。

## 歴史
- 1916年（大正5年）7月25日：日置郡日置村大字日置に毘沙門駅（びしゃもんえき）として開業[1]。
- 1934年（昭和9年）6月1日：上日置駅に改称[1]。
- 1945年（昭和20年）3月18日：日置村に対してアメリカ軍の空襲が行われる[2]。上日置駅に停車中であった通学通勤時間中の列車に対しても機銃掃射が行われ、3名（学生2名、車掌）が死亡したほか、多数の負傷者が出た[3]。列車の機関士は銃弾が足を貫通する重傷を負いながら上日置駅から大田トンネルに列車を退避させた[3]。
- 1971年（昭和46年）4月1日：無人化される[4]。同時にスイッチバックの使用が停止される。
- 1984年（昭和59年）3月17日：同線廃線と共に廃止[4]。

## 駅構造
日置駅側から伊集院駅側へ向かって上り勾配が続く途中にある駅で、プラットホームは対向式に2面設けられていた。しかし北側のプラットホームに面した線は、伊集院側からしか入線できないスイッチバック構造になっていた。従ってこのホームを使用する列車は、上りの場合一旦駅を通り過ぎてからバックして入線することになる。

## 廃止後
プラットホームと給水塔が現地に残されている。長年、スイッチバック側の線路跡やプラットホームなどは藪に覆われて確認することができない状態であったが、2014年7月11日から13日にかけて南さつま市で行われた南薩鉄道100年記念展に合わせて整備が行われた結果、廃線から30年ぶりに姿を現した。

## ギャラリー

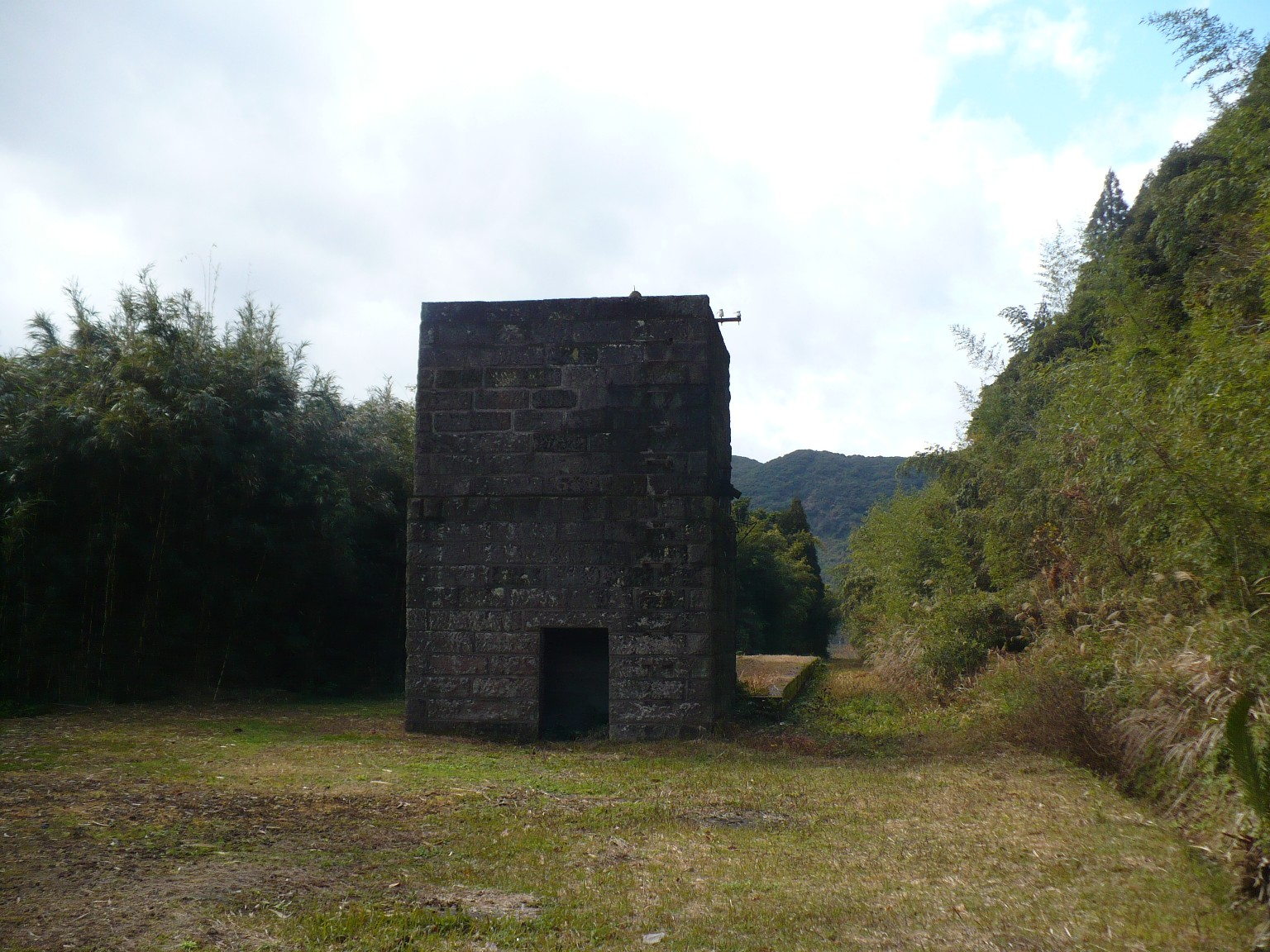
上日置駅跡に残る給水塔とプラットホーム、スイッチバック引き上げ線はこれよりも右手の藪の中になる
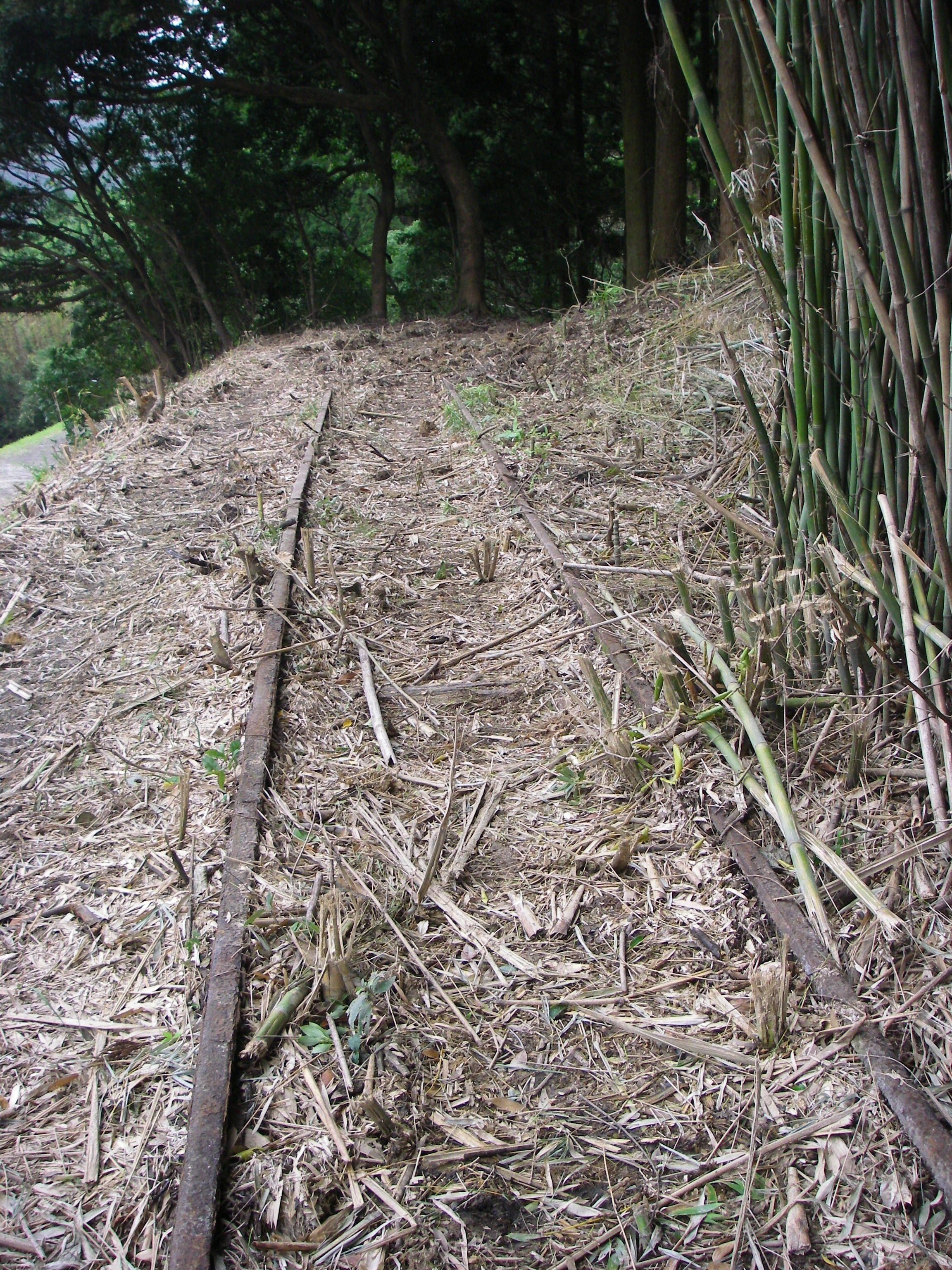
スイッチバック線路
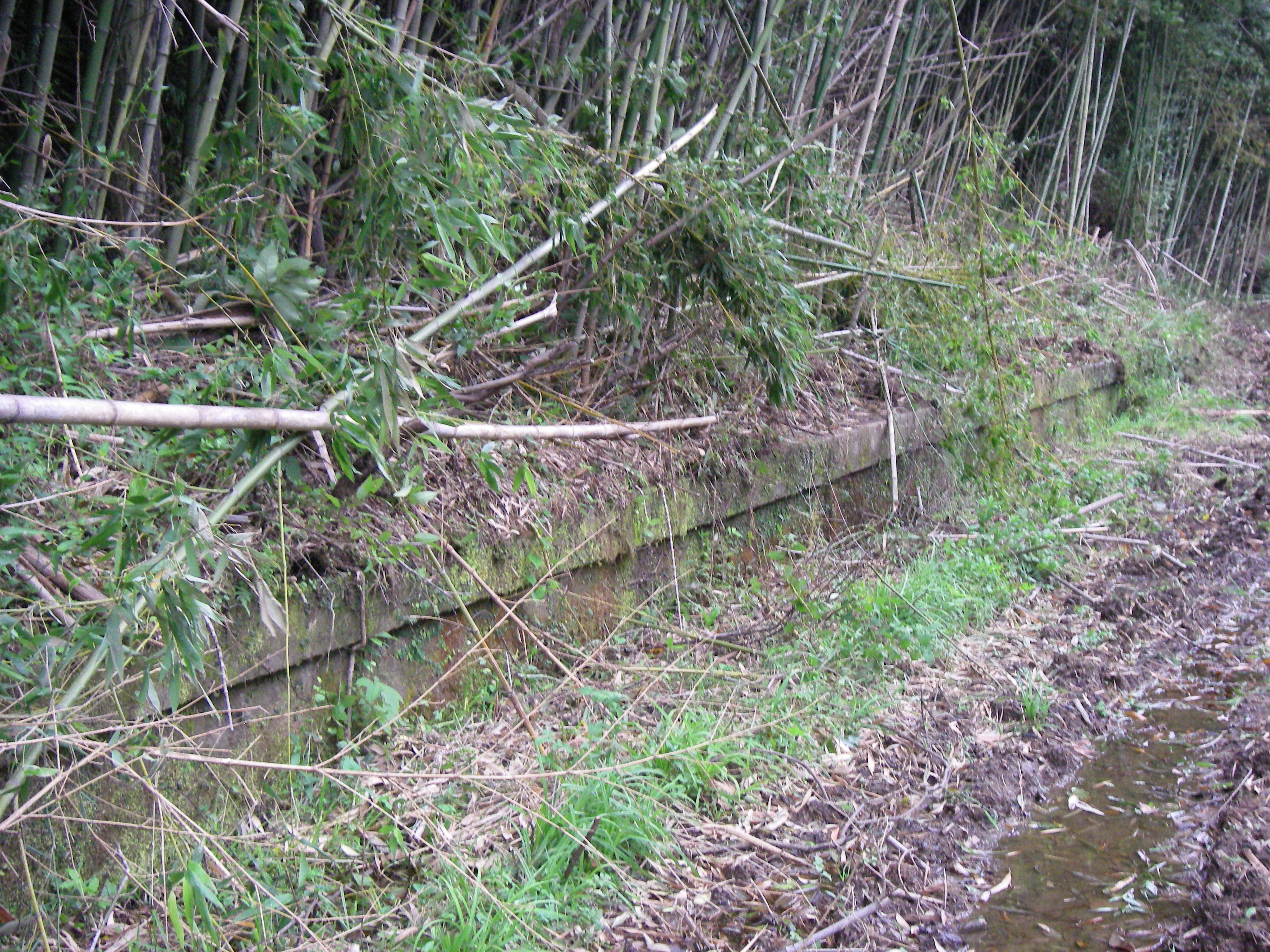
スイッチバック線路側プラットホーム
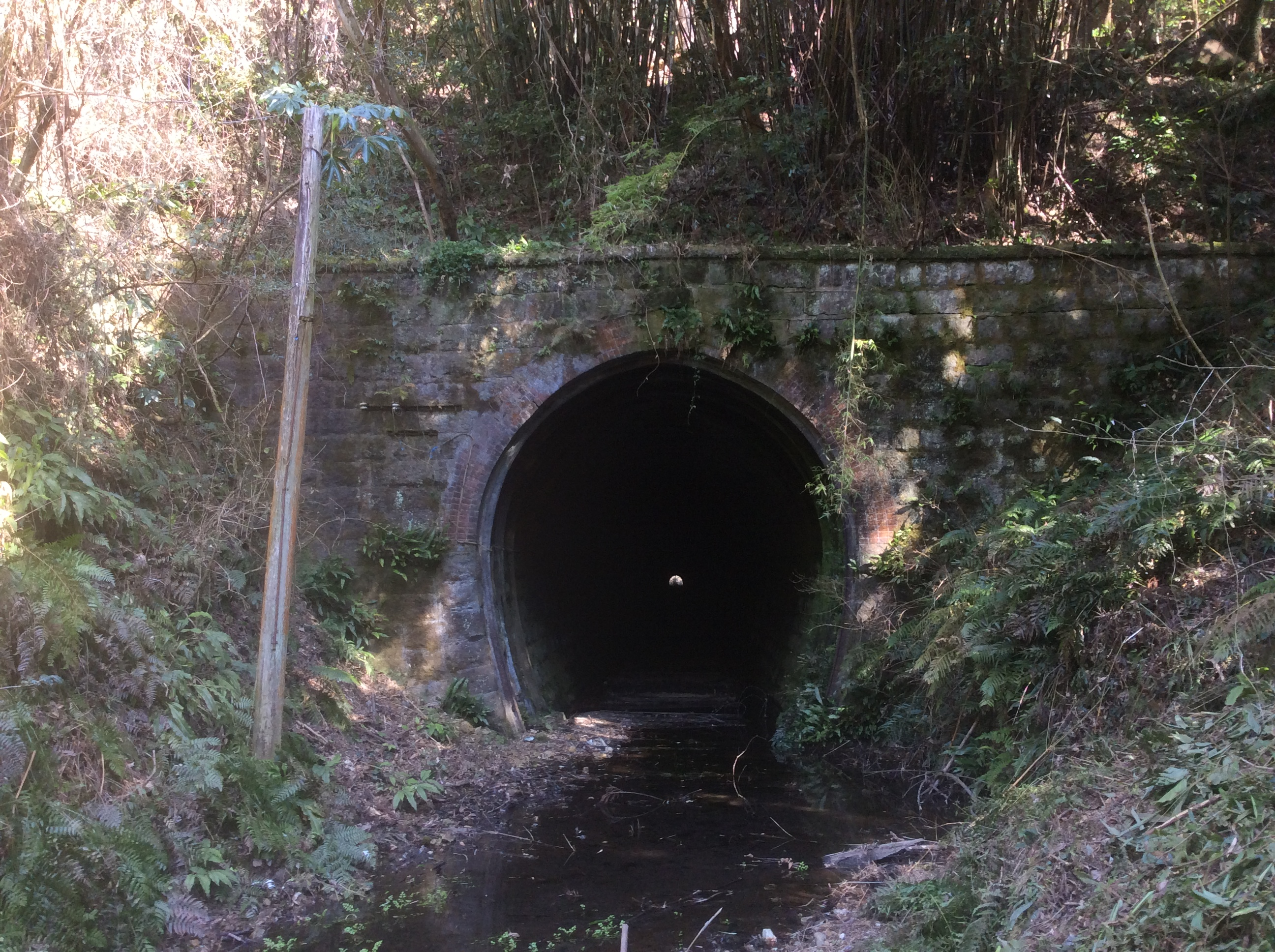
上日置駅側　太田トンネル坑門

## 隣の駅
鹿児島交通（南薩鉄道）
枕崎線
伊集院駅 - 上日置駅 - 日置駅